# Thalassarche
Il genere Thalassarche Reichenbach, 1853, della famiglia dei Diomedeidi, comprende quelle specie di albatro di medie dimensioni note con il nome di mollymawk. Talvolta con quest'ultimo termine vengono indicati erroneamente anche i membri del genere Phoebetria, i cosiddetti albatri fuligginosi. L'areale dei mollymawk è ristretto all'emisfero australe, dove sono le specie di albatro più comuni. Questi uccelli sono stati considerati a lungo appartenenti allo stesso genere dei grandi albatri, Diomedea, ma uno studio del loro DNA mitocondriale ha dimostrato che formano un taxon monofiletico imparentato con gli albatri fuligginosi e sono stati perciò riclassificati in un genere a parte.
Il piumaggio dei mollymawk è stato paragonato a quello di un gabbiano, con il dorso, il mantello e la coda nero scuro e la testa, il sottoala e il ventre più chiari. La testa di alcune specie è spesso di color grigio leggermente scuro o presenta zone scure attorno agli occhi. Il becco può essere arancio, giallo o scuro con alcune linee giallo brillante, a seconda delle specie.
Il termine mollymawk, coniato nel XVII secolo, è l'adattamento inglese della traduzione tedesca dell'olandese Mallemugge, malmok, che significa gabbiano (mok) stupido (mal).

## Sistematica
Genere Thalassarche
- Thalassarche chlororhynchos - albatro beccogiallo dell'Atlantico
- Thalassarche carteri - albatro beccogiallo dell'Indiano
- Thalassarche bulleri - albatro di Buller
- Thalassarche cauta - albatro cauto
  - T. c. steadi - albatro mantobianco
- Thalassarche eremita - albatro delle Chatham
- Thalassarche salvini - albatro di Salvin
- Thalassarche impavida - albatro di Campbell
- Thalassarche chrysostoma - albatro testagrigia
- Thalassarche melanophrys - albatro sopraccigli neri

La specie fossile Thalassarche thyridata, nota solamente a partire da un frammento di cranio risalente al Miocene Superiore e ritrovato nel Victoria, in Australia, mostra che il genere era già separato dagli albatri fuligginosi 10 Ma.
L'Isola di Mollymawk, nei pressi della Georgia del Sud, prende il nome da questi uccelli.